# Hay amores
Hay amores è un singolo della cantante colombiana Shakira inclusa nella colonna sonora del film L'amore ai tempi del colera , tratto dall'omonimo romanzo di Gabriel García Márquez. La cantante (scelta dallo stesso scrittore in quanto sua amica) si è infatti occupata di altri due brani della colonna sonora: Despedida (anch'esso estratto come singolo) e Pienso en ti. I tre brani sono stati inclusi nell'EP Love in the Time of Cholera.

## Il video
Dei tre brani Hay amores è però l'unico utilizzato come singolo per la promozione dell'album. Per esso si è dunque registrato un videoclip musicale, il quale mostra Shakira, vestita con un abito rosso, cantare seduta su di una scala, alternando a queste scene alte tratte dal film.